# Protein-chinasi

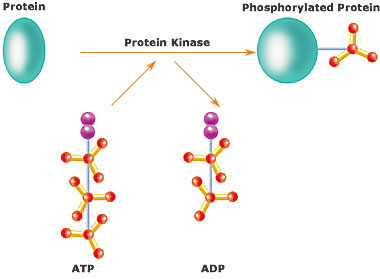
Meccanismo d'azione delle protein-chinasi

Le protein-chinasi sono una famiglia di enzimi appartenenti al gruppo delle chinasi. Le protein-chinasi modificano altre proteine aggiungendo ad esse un gruppo fosfato, cioè per fosforilazione. La fosforilazione comporta solitamente un cambiamento funzionale della proteina bersaglio (substrato), ad esempio l'attivazione del substrato stesso. Le protein-chinasi ricoprono, per questo motivo, un ruolo centrale nel processo di trasduzione del segnale e delle risposte.
La maggior parte delle protein-chinasi agiscono su serina e treonina, e sono pertanto chiamate serina/treonina chinasi. Altre protein-chinasi agiscono sulla tirosina (le cosiddette tirosin-chinasi), o su altri amminoacidi.
Tra le più importanti le protein-chinasi A e protein-chinasi C.
Il genoma umano contiene circa 500 geni che codificano per le protein-chinasi, costituendo circa il 2% di tutti i geni.